# Limnonectes finchi
Limnonectes finchi är en groddjursart som först beskrevs av Robert F. Inger 1966.  Limnonectes finchi ingår i släktet Limnonectes och familjen Dicroglossidae. IUCN kategoriserar arten globalt som livskraftig. Inga underarter finns listade i Catalogue of Life.